# Conus madagascariensis
Conus madagascariensis é uma espécie de gastrópode do gênero Conus, pertencente à família Conidae.